# پل انزلی
پل انزلی و پل غازیان از پلهای ارتباطی در بندر انزلی از استان گیلان ایران محسوب می‌شوند.

## انزلی قبل از احداث پل
درگذشته رفت و آمد از انزلی به غازیان به وسیله قایق صورت می‌گرفت تا اینکه تصمیم گرفته شد انزلی وسیله دو پل به راه زمینی غازیان - رشت متصل گردد

## معرفی پل انزلی
پل غازیان به میان پشته به طول ۲۱۰ متر و عرض ۱۰ متر و ارتفاع ۸۵/۶ متر با ۵ دهانه که یک دهانه از آن به طول ۲۵ متر متحرک بوده‌است.
هردو پل غازیان و انزلی از بتون مسلح ساخته شده شروع ساختمان از اواخر تیرماه ۱۳۱۴ شمسی و پایان کار دراوایل تابستان ۱۳۱۶ شمسی یعنی مدت ۱۸ ماه بوده و در خرداد ماه ۱۳۱۷ مورد استفاده قرارگرفته و روز چهارشنبه هفتم آذر ماه ۱۳۱۸ شمسی به‌طور رسمی تحویل گردید. این دو پل وسیله کمپانی (سنتاب) آلمانی و شرکت‌های مختلف از جمله «موتلا» سوئدی ساخته شد و در نتیجه با احداث آن راه ارتباطی آذربایجان رشت - قزوین - تهران برقرارشد